# خورخي إدواردو أكوستا
خورخي إدواردو أكوستا (بالإسبانية: Jorge Eduardo Acosta)‏ هو جندي أرجنتيني، ولد في 27 مايو 1941 في بوينس آيرس في الأرجنتين.